# 朱玉青
朱玉青（1963年4月22日—），山西平遥人，中国女子田径运动员，中国共产党党员。北京体育大学体育教育训练学专业毕业，博士学位。她是亚洲第一位在世界田径锦标赛上闯进女子七项全能项目前八名的选手。
朱玉青在2010年10月开始担任中国人民解放军八一体育工作大队大队长。她是第一位女性大队长。2013年，朱玉青当选第十二届全国人民代表大会解放军代表。

## 外部連結
- 朱玉青在的頁面